# Bankinter
Bankinter (Banco Intercontinental Español) è una banca spagnola con sede a Madrid.
La banca è quotata alla Bolsa de Madrid (Borsa di Madrid) dal 1972 e fa parte dell'indice IBEX-35.

## Storia
È stata fondata nel 1965 attraverso una joint venture tra Banco Santander e Bank of America. Nel 1972 diventa completamente indipendente dai suoi fondatori e si trasforma in banca commerciale. Nel 1993 la banca intraprende una strategia di crescita con Banca Partnet e Red Agencial. Nello stesso anno diventa la prima banca digitale, in seguito all'introduzione riuscita del sistema bancario elettronico. Nel 2006 il marchio è trasformato. Nel 2009 Bankinter acquisisce il 50% della compagnia assicuratrice Direct Line dalla Royal Bank of Scotland.
Nel settembre 2015 annuncia l'acquisizione del business retail di Barclays in Portogallo, costituito da 84 uffici, e Barclays Life and Pensions, quest'ultima in joint-venture con Mapfre. La banca paga circa 100 milioni di euro per la filiale portoghese di Barclay e 37,5 milioni di euro per la quota del 50% della compagnia assicuratrice.
Il 25 settembre 2018 annuncia l'accordo con Smart Holdco, una impresa di proprietà di diversi fondi gestiti da società collegate ad Apollo Global Management e proprietario di EVO Bank per l'acquisizione dell'attività bancaria di EVO Bank in Spagna e quella della filiale di credito al consumo in Irlanda, Avantcard. Resta fuori dall'operazione l'acquisto di EVO Finance, l'istituto finanziario del Gruppo in Spagna. Il 31 maggio 2019, dopo aver ottenuto le necessarie autorizzazioni, Bankinter chiude l'acquisto per un costo complessivo di 65,8 milioni di euro.